# Oniverse

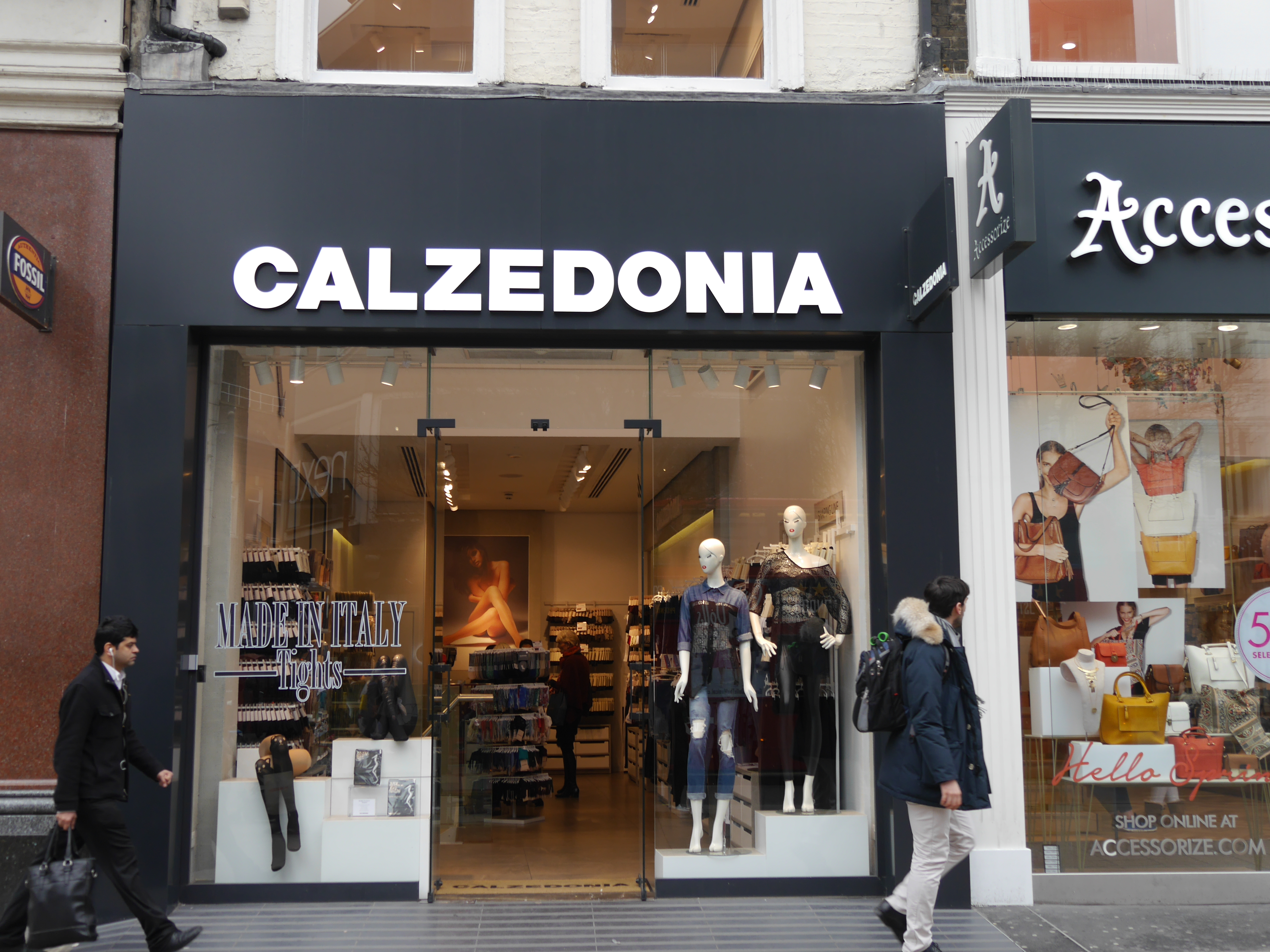
Calzedonia-Laden in der Oxford Street, London, 2016

Oniverse ist eine international tätige italienische Unternehmensgruppe aus Verona, die überwiegend Mode, Wein und Luxusgüter herstellt und vertreibt. Die ehemals namensgebende Marke Calzedonia wurde 1986 von Sandro Veronesi gegründet.
Die Gruppe beschäftigt weltweit mehr als 45.000 Menschen und betreibt 15 Marken. Das teilweise im Franchising betriebene Vertriebsnetz umfasst 5.300 Verkaufsstellen.
Im Dezember 2023 kündigte die Calzedonia-Gruppe an, sich in Oniverse umzubenennen, um die Diversifikation der Gruppe zu spiegeln.

## Marken

### Calzedonia
Calzedonia wurde 1986 als erste Marke des Unternehmens gegründet. Sie konzentriert sich auf Strumpf- und Bademode für Damen, Herren und Kinder. Heute ist die Marke in über 35 Ländern mit mehr als 1.960 Verkaufsstellen vertreten, davon 600 in Italien.

### Intimissimi
1996 wurde die Calzedonia Group mit der Marke Intimissimi erweitert, unter der Unterwäsche für Frauen und Männer vertrieben wird. Sie ist in 35 Ländern mit 1360 Filialen vertreten.

### Tezenis
Tezenis wurde 2003 gegründet, um Unterwäsche und Homewear für Damen, Herren und Kinder zu vertreiben.

### Falconeri
Die Marke wurde 2009 erworben und einem Relaunch unterzogen. Sie ist auf die Verwendung natürlicher Garne ausgerichtet. Strick und Kaschmir stehen im Mittelpunkt der Marke.

### Signorvino
Seit 2012 verkauft die Calzedonia Group unter dieser der Marke regionale Weine. 

### Atelier Emé
Die italienische Brautmodenmarke wurde 2015 von der Gruppe erworben.

### Antonio Marras
2022 übernahm die Gruppe 80 % der Anteile an dem gleichnamigen Unternehmen des Modedesigners Antonio Marras.